# برونو ميجنوت
برونو ميجنوت (بالفرنسية: Bruno Mignot)‏ هو لاعب كرة قدم فرنسي في مركز الدفاع، ولد في 15 أبريل 1958 في Saint-Laurent-en-Caux ‏ في فرنسا. لعب مع نادي باستيا ونادي روان ونادي ليبورن.

## وصلات خارجية
- برونو ميجنوت على موقع قاعدة بيانات كرة القدم.إي يو (الإنجليزية)